# 東坂荘
東坂荘（あずまさかのしょう）とは、河内国石川郡にあった観心寺領の荘園。現在の大阪府千早赤阪村東坂付近にあったとされている。

## 概要
元慶7年9月15日（883年10月19日）に作成された『観心寺勘録縁起資財帳』によれば、承和3年3月13日（836年4月2日）付の太政官符に基づいて勅施入されたもので、20町歩のうち庄屋1軒と付属する水田3町2反の水田があるだけで大半が山地であったという。
その後の実態は不明であるが、応永18年（1411年）に河内国の守護職で室町幕府管領でもあった畠山満家の署判が入った観心寺の重書紛失状によれば観心寺側は平安時代以後も国衙や郡司、時には院宣によって様々な特権（地子免除・臨時雑役免除・不入の権承認など）が与えられていたと主張し、守護もこれを認めている。実効性はともかくとして室町時代まで観心寺が同地に対して一定の権利を請求できる立場にあったとみられている。